# Johannes Gezelius den yngre
Johannes Gezelius den yngre, född 6 september 1647 i Dorpat, Estland, död 10 april 1718 i Uppland var teolog, professor i Åbo 1675, superintendent i Narva 1684, efter fadern. Han var biskop i Åbo 1690–1718. Han fortsatte arbetet med Gezeliernas bibelverk som hans far påbörjat.
Gezelius finns representerad i allt ifrån 1695 års psalmbok till 1986 års psalmböcker med översättningen av minst en psalm (O Jesus Krist, dig till oss vänd, nr 174 i den finlandssvenska psalmboken, 78 i den rikssvenska).
Gezelius svarade för bearbetningen av 1695 års psalmboks finskspråkiga version (Uusi Suomenkielinen Wirsi-Kirja Niiden Cappalden canssa, jotca siihen tulevat), som utgavs 1701. Psalmboken innehöll vid sidan av 413 psalmer också bland annat predikotexter och böner för helgdagarna. Psalmboken, senare kallad Vanha virsikirja ("den gamla psalmboken"), kom att vara i bruk officiellt i nära tvåhundra år, i vissa väckelsekretsar in på 2000-talet.
Johannes Gezelius den yngre var son till Johannes Gezelius d.ä. och Gertrud Gutheim. Han är begravd i Åbo domkyrka, liksom sin far och sin son.
Gezelius d.y. var en av de drivande i de rättsliga processerna mot Georg Lybecker.

## Psalmer
- Översättning till svenska: O Jesus Krist, dig till oss vänd i 1695 års psalmbok som nr 244